# Nablus
Nablus sau Nabulus (în arabă: نابلس ,în ebraică:שכם = Shhem, citește Șhem) este un oraș palestinian situat în centrul Palestinei istorice, în nordul teritoriului de azi al Cisiordaniei, la aproximativ 63 km nord de Ierusalim, cu o populație, în prezent, de 126.132 locuitori. Situat în regiunea istorică a Samariei, într-o poziție strategică între Muntele Ebal (Eval) și Muntele Gherizim, Nablus este capitala regiunii palestiniene Nablus și un centru comercial și cultural însemnat al Autorității Naționale Palestiniene. 
Este al doilea oraș ca mărime din Cisiordania. Majoritatea locuitorilor sunt musulmani, lângă care trăiesc și o minoritate creștină și o comunitate mică de samariteni. În domeniul orașului Nablus se află câteva tabere de refugiați arabi palestineni (Balata, Askarul vechi, Askarul nou și Ein Beit al-Ma' sau „tabăra Nablus”), care au fost trecute sub jurisdicția sa în anul 1965.   
Denumirea orașului în arabă vine de la numele grec Neapolis, însemnând „Orașul nou”.
Numele antic Shhem apare în inscripții egiptene din secolul al XIX-lea î.Hr.
Fondat de împăratul roman Vespasian în anul 72 d.Hr. sub numele de Flavia Neapolis, Nablus a fost stăpânit de mai multe imperii de-a lungul istoriei sale de aproape 2.000 de ani. În secolele al V-lea și al VI-lea, conflictul dintre locuitorii creștini și samariteni ai orașului a culminat cu o serie de revolte ale celor din urmă împotriva stăpânirii bizantine. Reprimarea  violentă a acestora în anul 529, a dus la diminuarea drastică a comunității samaritene din oraș. În anul 636, Neapolis, împreună cu întreaga Palestină, a intrat sub dominația Califatului arab, condus pe atunci de Omar ibn al-Khattab; numele său a fost arabizat, devenind Nablus. În anul 1099, cruciații au preluat controlul asupra orașului pentru aproape un secol, lăsând relativ netulburată coexistența dintre musulmani, creștini și comunitatea samariteană. După ce forțele sultanului ayubid Saladin au cucerit Palestina interioară în anul 1187, dominația islamică a fost restabilită, și a persistat sub mameluci și sub otomani.
În urma încorporării sale în cadrul Imperiului Otoman în 1517, în timpul sultanului Selim I Yavuz, Nablus a fost desemnat capitală a districtului Djabal Nablus ("Muntele Nablus"). În 1657, după o serie de răscoale, un număr de clanuri arabe din nordul și din estul Levantului au fost așezate în oraș de către autoritățile otomane pentru a stabiliza situația. Însă și din rândurile noilor veniți, s-au ridicat mișcări de nesupunere, precum cea condusă de Dhaher Al-Omar în secolul al XVIII-lea și cea din vremea lui Muhammad Ali, care a stăpânit pentru scurt timp Nablus în prima jumătate a secolului al XIX-lea. După ce dominația otomană a fost ferm restabilită în 1841, Nablus a prosperat ca centru comercial.

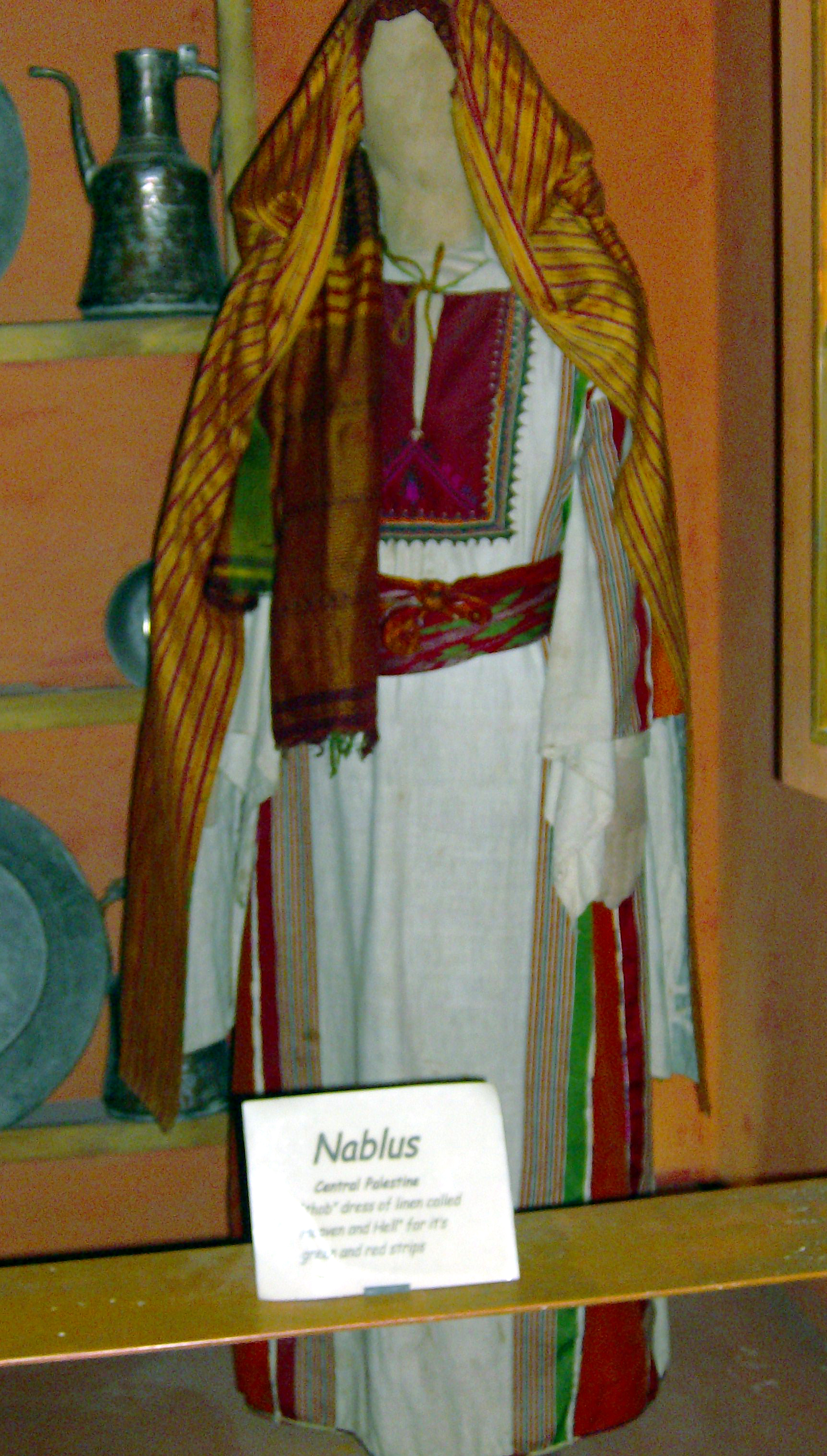
costum popular din Nablus

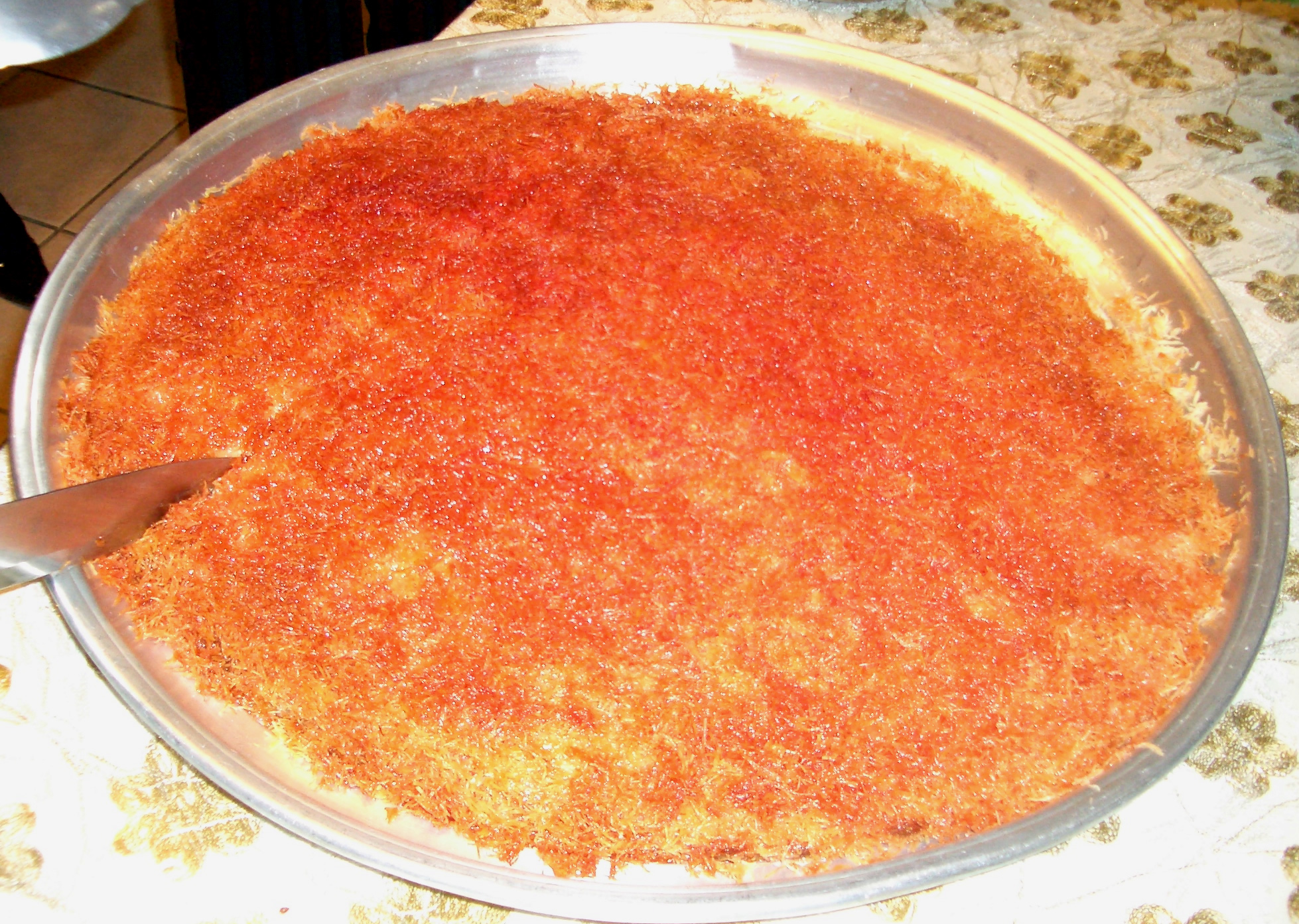
Kanafeh, desert specific local

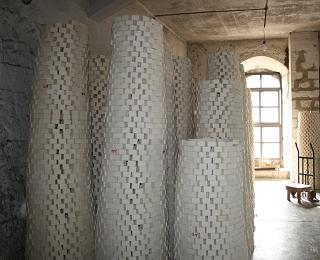
Săpunuri tradiţionale produse în fabrica familiei Tukan din Nablus

După cucerirea orașului de către armata britanică în timpul Primului război mondial, Nablus a făcut parte, începând din anul 1922, din Palestina sub mandat britanic. În 1948, orașul urma să facă parte din statul arab palestinian care ar fi trebuit să se constituie conform planului ONU de împărțire a Palestinei între evrei și arabi. În urma respingerii planului de către partea arabă a izbucnit războiul dintre evrei și arabi care din mai 1948 a implicat intervenția militară a mai multor state arabe în Palestina. La sfârșitul  ostilităților, în 1949, orașul a fost anexat de Transiordania, devenită apoi Iordania, regat arab vecin, care l-a ocupat până în iunie 1967.
După Războiul de Șase Zile, orașul a fost ocupat de Israel, care l-a evacuat în 1995 în urma acordurilor de la Oslo dintre Israel și Organizația de Eliberare a Palestinei. În continuare, Nablus a intrat în componența teritoriului entității statale controlate de Autoritatea Națională Palestiniană. 
Locuitorii orașului sunt cunoscuți, între altele, pentru produsele lor tradiționale, cum sunt deserturile numite kanafe  și săpunuri.

## Istorie

### Antichitate
Flavia Neapolis ("Flavia noul oraș") a fost fondată în anul 72 de către împăratul roman Vespasian pe ruinele unui sat samaritean, Mabartha ("trecere, trecătoare"). Situat între Muntele Ebal și Muntele Gerizim, noul oraș se afla la 2 km spre vest de orașul biblic Sihem (Shkhem), distrus de romani în același an, în timpul Primului război iudaic. Locurile sfinte din oraș includ Mormântul lui Iosif și fântâna lui Iacov. Datorită poziției geografice strategice, precum și abundenței de apă de la izvoarele din apropiere, Neapolis a cunoscut o perioadă de prosperitate. 
În măsura în care topografia deluroasă a locului a permis, orașul a fost construit după un plan-grilă roman stabilit și cu veteranii care au luptat în legiunile victorioase și coloniști alte valute. În secolul al doilea d.Hr., Împăratul Hadrian a construit un teatru mare în Neapolis, care ar putea găzdui până la 7.000 de persoane  de monede găsite în Nablus datînd din această perioadă descrie emblemele romane militare și de zei și zeițe ale panteonului grec, cum ar fi Zeus, Artemis, Serapis, și Asklepios. Neapolis a fost în întregime păgân în acest moment . Iustin Martirul care sa născut în orașul C. 100 d.Hr., a intrat în contact cu platonismului, dar nu cu creștinii de acolo  orasul a inflorit pana la razboiul civil dintre Septimius Severus și Niger Pescennius în 198-9 CE.. Având în față cu Niger, care a fost învinsă, orașul a fost temporar deposedat de privilegii sale juridice de Severus, care a desemnat aceste Sebastia la loc.
În 244 d.Hr., Filip Arabul transformat Flavius Neapolis într-o colonie romană, pe nume Julia Neapolis. El a păstrat acest statut până la regula de Trebonianus gallus în 251 d.Hr.

### Perioada islamică

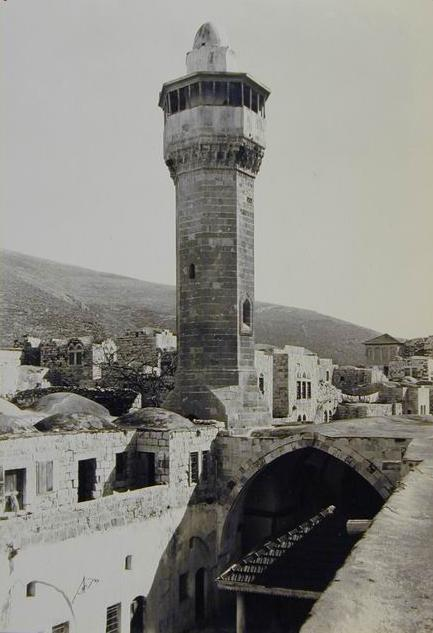
Marea moschee din Nablus, 1908

Neapolis, împreună cu cele mai multe orașe din Palestina, a fost cucerit de musulmani în temeiul Khaled ibn al-Walid, un general al armatei Rashidun de Umar ibn al-Khattab în 636, după bătălia de la Yarmouk. Numele orașului a fost păstrat în forma sa arabizată, Nablus. Orasul a prevalat ca un important centru comercial în timpul secolelor de dominație arabe islamice în cadrul dinastiilor Umayyad, Abbasid și Fatimid. Sub conducerea musulmană orașul Nablus era locuit în continuare de o populație diversă, alcătuită din arabi și perși, musulmani, samariteni, creștini și evrei. În secolul al 10-lea, geograful arab Al-Muqaddasi a descris orașul ca abundent în măslini, cu o piață mare, o moschee mare, case construite din piatră, un curs de apă care trece prin centrul orașului, cu numeroase mori. El a menționat, de asemenea, supranumele de „Micul Damasc”.  La momentul acela, textilele produse în Nablus erau bine cunoscute în întreaga lume.
Orașul a fost capturat de cruciați în 1099, sub comanda lui Prince Tancred, și redenumit Napoli. Deși cruciații au stors multele livrări de la populație pentru trupele lor, care au fost în drum spre Ierusalim, nu au jefuit orașul, probabil datorită populației creștine numeroase. Nablus a devenit parte din domeniul regal al Regatului de Ierusalim. Musulman, creștin-ortodoxe de Est, și populațiile Samaritean a rămas în oraș, și s-au alăturat de către unii cruciați care s-au stabilit acolo pentru a profita de abundentele resurse ale orașului. În 1120, cruciații au convocat Consiliul de Nablus din care a fost emis primele legi scrise pentru Împărăție. Ei au transformat sinagoga samariteană din Nablus într-o biserică, iar comunitatea samariteană și-a construit o nouă sinagogă în anul 1130.
În a doua jumătate a domniei cruciaților la Nablus forțele musulmane au început lansarea de incursiuni cu scopul de a recâștiga controlul asupra orașului. În 1137, trupele arabe și turcești staționate în Damasc au făcut o incursiune în Nablus, omorând mulți creștini. Au fost incendiate bisericile din oraș, dar nu au avut succes în a păstra orașul. Reginei Melisende de la Ierusalim a avut reședința în Nablus de la 1150 la 1161, după ce a fost acordat controlul asupra orașului, pentru a rezolva o dispută cu fiul ei Baldwin III. Crusaders a început construirea unor instituții creștine din Nablus, inclusiv o biserică dedicată Patimile și Învierea lui Isus, și în 1170 ei au ridicat, de asemenea, un azil pentru pelerini. Crusader a luat sfârșit în 1187, atunci când dinastia ayyubidă condusă de Saladin a capturat orașul. Potrivit unui manuscris liturgic în siriacă, creștinii au fugit din Nablus, dar originalul Ortodoxe Răsăritene de locuitori a rămas creștin. Geograful Yaqut sirian al-Hamawi (1179-1229), a scris că Ayyubid Nablus a fost un "oraș sărbătorit în Filastin (Palestina) ... având în terenuri larg și un district amendă." El menționează, de asemenea, populația samaritean mare în oraș. 
După recupereze acestuia de către musulmani, Marea Moschee din Nablus, care a devenit o biserică sub cruciat regulă, a fost restaurată ca o moschee de Ayyubids, care a construit de asemenea, un mausoleu în orașul vechi. În anul 1242, Marea Moschee a fost ars de Cavalerii Templieri în timpul unui raid de trei zile au desfășurat în orașul în care au ucis 1.000 de persoane si a luat multe femei și copii care au fost apoi vândute în piețele de sclavi din Acre . sinagogă samaritean, inițial construit în 362 CE de către Akbon marele preot și transformat într-o biserică de către cruciați, a fost transformată în moschee Al-Khadra în 1244, și alte două biserici cruciate a devenit un Moscheea-Nasr și Al-Masakim Moscheea în cursul acestui secol.
Dinastia Mamluk câștigat controlul de Nablus, în 1260 și în timpul domniei lor, ei au construit numeroase moschei și școli din oraș. Sub Mamluk regulă, Nablus a posedat apă curentă, cade mulți turci și exportate de ulei de măsline și săpun în Egipt, Siria, Hejaz, mai multe insule mediteraneene, și deșertul arab. Ulei de măsline orașului a fost, de asemenea, utilizat în Moscheea Umayyad din Damasc. Ibn Battuta, exploratorul arabe, a vizitat Nablus în 1355, și a descris-o ca un oras "plin de copaci și a fluxurilor și plin de măsline." El subliniază faptul că a crescut și exportate roșcovă gem la Cairo și Damasc

### Geografie
Orașul se află la o altitudine de aproximativ 550 de metri deasupra nivelului mării, între doi munți: Muntele Ebal și muntele Garizim.
Nablus este situat la 42 km la est de Tel Aviv, Israel, 110 km la vest de Amman, Iordania și 63 km la nord de Ierusalim. Orașe din apropiere includ Huwara și Aqraba lade sud, Beit Furik la sud-est, Tammun la nord-est, Asira Shamaliya de la nord și Qaddum Kafr la vest.

### Sport
La Nablus există un stadion cu o capacitate de 8.000 de spectatori. Stadionul găzduiește clubul de fotbal al orașului Al-Ittihad, care se află în liga principală a Teritoriilor Palestiniene. Clubul a participat la Jocurile sportivilor din Orientul Mijlociu în 2000.